# Список міністрів внутрішніх справ Чехословаччини
Список Міністрів внутрішніх справ Чехословаччини — хронологічний огляд очільників Міністерства внутрішніх справ Чехословаччини.
У 1918–1939 рр
1. Антонін Швегла[cs] (14 листопада 1918 - 15 вересня 1920; (RSZML)
2. Ян Черни[cs] (15 вересня 1920 - 7 жовтня 1922; (без політичної приналежності)
3. Ян Малипетр[cs] (7 жовтня 1922 - 9 грудня 1925; (RSZML)
4. Франтішек Носек[cs] (9 грудня 1925 - 18 березня 1926; (ČSL)
5. Ян Черни[cs] (18 березня 1926 - 7 грудня 1929; (без політичної приналежності)
6. Юрай Славік[cs] (7 грудня 1929 - 29 жовтня 1932; (RSZML)
7. Ян Черни[cs] (29 жовтня 1932 - 14 лютого 1934; (без політичної приналежності)
8. Йозеф Черни[cs] (14 лютого 1934 - 22 вересня 1938; (RSZML)
9. Ян Черни[cs] (22 вересня - 1 грудня 1938; (безпартійний)
10. Отакар Фішер[cs] (1 грудня 1938 - 15 березня 1939; (SNJ)

За Протекторату Богемії та Моравії
1. Отакар Фішер[cs] (16 березня - 27 квітня 1939)
2. Алоїз Еліаш (27 квітня - 1 липня 1939)
3. Йозеф Єзек (1 липня 1939 - 19 січня 1942)
4. Річард Бінерт (19 січня 1942 - 5 травня 1945)

У вигнанні
1. Юрай Славік[cs] (21 липня 1940 - 5 квітня 1945)

Між 1945 і 1992 роками
1. Вацлав Носек[cs] (5 квітня 1945 - 14 вересня 1953; (KSČ)
2. Рудольф Барак[cs] (14 вересня 1953 - 23 червня 1961; (KSČ))
3. Любомир Штроугал (23 червня 1961 - 23 квітня 1965; (KSČ))
4. Йозеф Кудрна[cs] (23 квітня 1965 - 15 березня 1968; (KSČ))
5. Йозеф Павел[cs] (15 березня - 31 серпня 1968; (KSČ)
6. Ян Пелнар[cs] (31 серпня 1968 - 28 січня 1970; (KSČ))
7. Радко Каска[cs] (28 січня 1970 - 28 лютого 1973; (KSČ)
8. Яромір Обзіна[cs] (30 березня 1973 - 20 червня 1983; (KSČ)
9. Вратислав Вайнар (20 червня 1983 - 11 жовтня 1988 .; (KSČ)
10. Франтішек Кінкл[cs] (12 жовтня 1988 - 3 грудня 1989; (KSČ))
11. Франтішек Пінч[cs] (3 - 10 грудня 1989; (KSČ)
  - Маріан Чалфа, Ян Чарногурський і Вальтр Комарек[cs], відповідальні за спільне управління (10 - 30 грудня 1989)
12. Ріхард Сахер[cs] (30 грудня 1989 - 27 червня 1990; (ČSL)
13. Ян Лангош[cs] (27 червня 1990 - 2 липня 1992; (DS)
14. Петр Чермак[cs] (2 липня - 31 грудня 1992; (ОРВ)

## Пов'язані статті
Примітка: У період з 1950 до 1953 рр. Поліцейські управління потрапили під Міністерство національної безпеки, а Міністерство внутрішніх справ виконувало по суті адміністративну функцію.
- Список міністрів внутрішніх справ Чехії